# Барбарито, Луиджи
Луиджи Барбарито (итал. Luigi Barbarito; 19 апреля 1922, Атрипальда, королевство Италия — 12 марта 2017, Пьетрадефузи, Италия) — итальянский прелат и ватиканский дипломат. Титулярный архиепископ Фьорентино с 11 июня 1969. Апостольский нунций на Гаити с 11 июня 1969 по 5 апреля 1975. Апостольский про-нунций в Нигере и Сенегале, апостольский делегат в Гвинее-Бисау, Мавритании и Мали с 5 апреля 1975 по 10 июня 1978. Апостольский про-нунций в Австралии с 10 июня 1978 по 21 января 1986. Апостольский про-нунций в Великобритании с 21 января 1986 по 13 апреля 1993. Апостольский нунций в Великобритании с 13 апреля 1993 по 31 июля 1997.